# 젬 이을드름
젬 얄츤 이을드름(튀르키예어: Cem Yalçın Yıldırım)은 터키의 수학자이다. 토론토 대학교에서 존 프리들랜더의 지도 하에 박사 학위를 취득하였으며, 현재는 보아지치 대학교의 교수로 재직 중이다. 주 연구 분야는 정수론이다.

## 주요 업적
젬 이을드름은 2005년 대니얼 골드스턴 및 핀츠 야노시와 함께 수론의 쌍둥이 소수 추측과 관련된 다음 정리를 증명한 것으로 유명하다.
{\displaystyle \liminf _{n\to \infty }{\frac {p_{n+1}-p_{n}}{\log p_{n}}}=0}
여기서 {\displaystyle p_{n}}은 n번째 소수를 의미한다. 이 식의 의미는 임의의 양의 실수 c에 대해서도 무한히 많은 소수 p와 바로 다음 소수 p'의 쌍이 존재하여, 차이가 {\displaystyle c\log p}보다 작게 된다는 것이다.

## 같이 보기
- 란다우 문제